# 太田会
太田会（おおたかい）は、日本の大阪府生野区に本部を置いて20世紀から21世紀の初頭期にかけて活動した暴力団で、指定暴力団山口組の二次団体であった。もとは山口組系山健組の系列組織であり、首領の太田守正は山健組の東京進出の功労者の一人として関東地方の関係筋にもその名を広く知られていた。2008年をもって消滅。組織は「秋良連合会」へ移行した。

## 来歴
山健組内にあった頃は『太田興業』と称していたが、やがて『太田会』と改称。2008年に元の『太田興業』へと再改称するも、後藤組の処分問題に絡み同年に山口組から除籍処分を受け解散。名跡の継承はなかったものの、組織の地盤を引き継いだ秋良連合会が山口組の直参に昇格した。

## 組長：太田守正
1937年〈昭和12年〉10月24日生。1972年頃に山健組内の健竜会に加入し、長年にわたり同会の副会長を務めたのち、二代目山健組で若頭補佐に就任。更に三代目山健組では桑田兼吉組長の舎弟に直り、舎弟頭補佐を歴任し、2003年から相談役に就任していた。2000年代の後半に至って後藤組の処分問題が発生すると、同組組長の後藤忠政（静岡）、井奥会会長の井奥文夫（神戸）、三代目大門会会長の奈須幸則（熊本）、六代目奥州会津角定一家総長の小野守利（福島）、二代目一心会会長の川﨑昌彦（大阪）、浅川会会長の浅川桂次（大阪）、二代目浅川一家総長の浅川睦男（福岡）とともにこれに連座。除籍処分となり、2008年をもって山口組を追われた。
2015年7月、著書『血別　山口組百年の孤独』を上梓。同年12月、四代目山健組相談役に就任。
2016年1月20日、太田興業を再結成して神戸山口組に昇格後、神戸山口組舎弟頭補佐に就任した。